# 黑松沙士
黑松沙士為台灣知名碳酸飲料品牌，由黑松公司發明及生產，是改良美國流行飲料Root Beer。Root Beer在1930年代被引進到上海，黑松公司才從上海引進台灣，再加入獨特秘方調配，成為台灣經濟發展史上一種極為流行的飲料。事實上，自1950年上市以來，黑松沙士成為台灣獨特的飲料飲品，並曾有黑松沙士加鹽或加生雞蛋混飲即可治癒感冒、若即將中暑可以喝黑松沙士解暑的都市傳說。
在台灣，黑松沙士除了讓黑松公司成為家喻戶曉的飲料公司外，黑松公司為黑松沙士所製放的電視廣告更為一般台灣民眾所熟悉。因為廣告內容總符合社會脈動與兼帶創新，從1974年的「荒漠影子篇」以來，黑松沙士每支電視廣告皆在台灣引起不小的矚目。

## 沙士
沙士（Sarsaparilla或Sarsae）是一種碳酸飲料，台灣稱“沙士”，香港稱為“沙示”，是以植物墨西哥菝葜（Sarsaparilla）為主要調味的原料，因此得名。為深褐色、甜味、不含咖啡因的碳酸飲料。沙士雖色澤相近於可樂，但口味截然不同。
該飲料來源不可考，應該是墨西哥原住民用來解熱的自然草本飲品。英國人移民新大陸，且往中美洲擴展勢力範圍後，成為美國民眾常喝飲料，美國稱作Root beer。據史載，19世紀沙士與薑汁水為美國人常喝的兩種解渴飲料。可樂發明人潘博頓（John Pemberton）當初調配具有古柯鹼成分的可樂，其用意之一是為了取代當時盛行於美國的沙士(Root beer)。
隨西風東進，上海、香港、廣州等大城市在隨後也接受了沙士此種飲料，不過卻多用來當成利尿解熱的藥品。

## 起源
1945年，臺海兩岸商業頻繁來往。翌年，台灣黑松碳酸飲料的生產公司「進馨汽水有限公司」（今黑松公司前身）前往上海考察。進馨汽水負責人張文杞無意間於上海「正廣和汽水廠」發現一種來自美國、取自墨西哥菝葜的深色氣泡飲料Root Beer，成分含有類似「清血劑」的無患子。經上海藥商解釋，該飲品於美國曾風靡一時，據說能利尿、促汗、解熱。張文杞試喝，決定推廣至台灣。於是張文杞輾轉購得配方，並加入密而不宣的添加物來修正口感。
1950年，黑松沙士於台灣上市，不過消費者接受度不高，主因為黑松沙士有略重的感冒藥水味道。1954年，可口可樂等美國知名碳酸飲料隨美援及駐台美軍而進入台灣。在市場定位上與可口可樂相似、價錢相對便宜的黑松沙士，漸次成為台灣的碳酸飲料市場新歡，並擁有極大市場佔有率。

## 特色與沿革

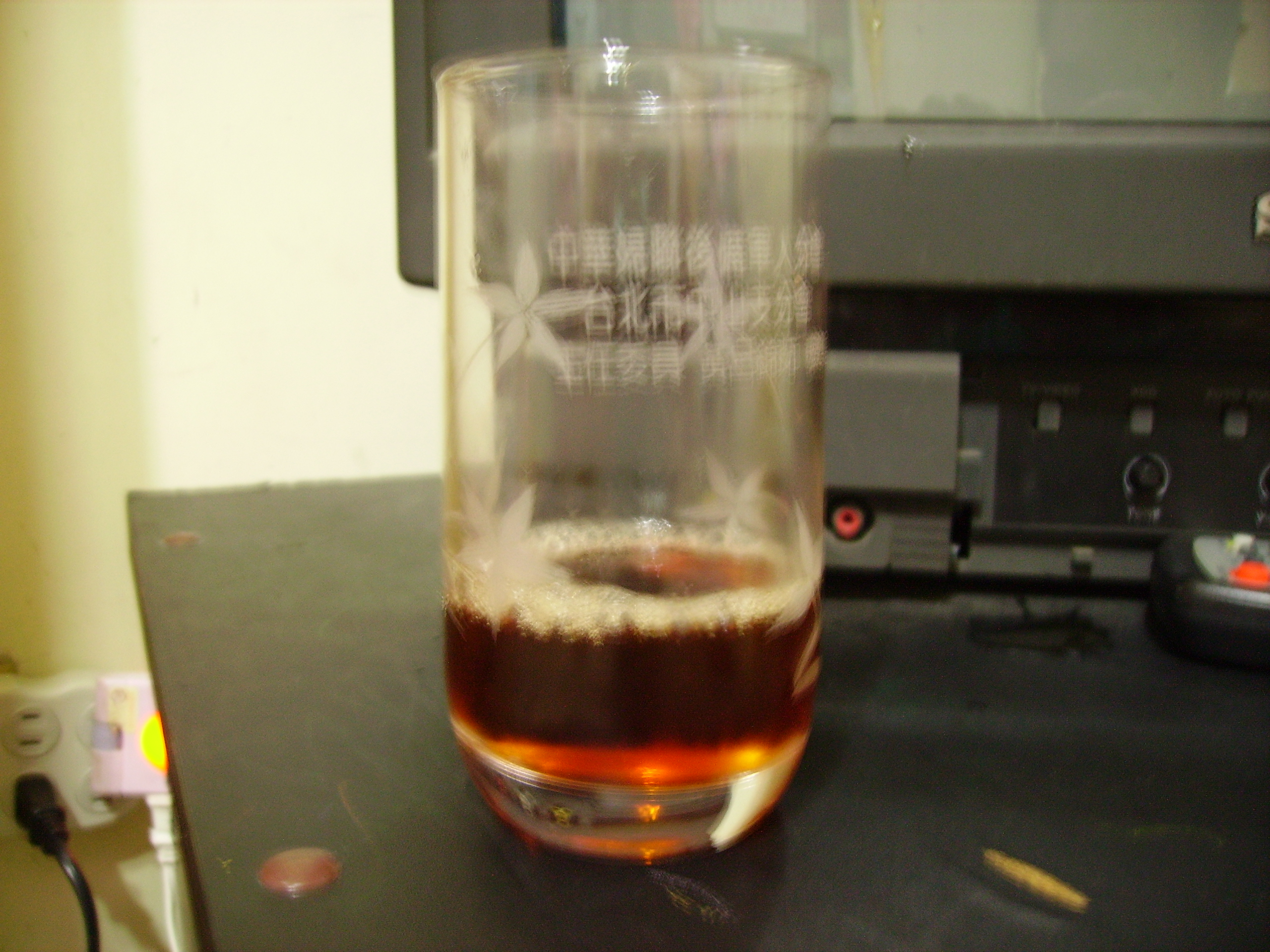
黑松沙士加鹽後，泡沫明顯較少

雖與可樂在口味上極不相同，在台灣，沙士常與可樂相提並論。而幾乎是沙士同義詞的黑松沙士，成為西方可樂少數無法打敗的同類型碳酸飲料。1990年代茶飲品尚未於台灣盛行前，黑松沙士為台灣人最常喝的飲料之一。不但如此，該飲料也曾有不同傳說與喝法。其中一種，就是將黑松沙士倒在杯子後，加入鹽，據說此喝法可以更為解熱。另外也有傳說，加入生蛋黃或溫過的加鹽沙士可成為治療感冒及避暑的偏方。迄今，這種說法仍在台灣頗為盛行。
1950年黑松沙士上市以來，都是以「Sarsaparilla」一詞為商標名。2003年台灣爆發SARS事件，英譯名稱與SARS近音的黑松沙士隨即將英文名稱更改為HeySong Sarsaparilla，中文則無更動，而此名稱沿用迄今。對此更動名稱緣由，也有一種說法為，黑松沙士的「Sarsaparilla」英文商標權因他牌加入沙士市場而加以更改。
今黑松沙士除了傳統沙士之外，還有ICE、sweetie與加鹽3種；成分除Sarsaparilla添加物之外，還有碳酸水、高果糖糖漿、砂糖、檸檬酸、焦糖與香料，包裝則是寶特瓶、易開罐兩大類型。值得一提的是，黑松沙士成分標示中的「香料」其實是黑松公司高層寥寥數人才知道的獨特秘方。1985年，黑松沙士被中華民國消費者文教基金會驗出含有黃樟素，該香料成分因此成為該事件焦點；事後，黑松公司除了全面回收黑松沙士，隨後改變配方，推出完全不含黃樟素的黑松沙士之外，還是拒絕公開香料明細。

## 歷年廣告
至今已於台灣銷售51億瓶的黑松沙士，除了是黑松公司知名主打產品外，為了宣傳黑松沙士所製放的電視廣告，也常於播放後成為台灣媒體的焦點。會如此，除了該店是廣告總符合社會脈動與引起話題外，拍攝手法也時常有令人矚目的創新。
黑松沙士的電視廣告始自1974年的「荒漠影子篇」。與黑松公司的其他電視廣告相同，無論影像或主題曲，幾乎支支皆在台灣引起不小的矚目。而台灣知名流行歌手張雨生（1988年，現代英雄篇）、東方快車（1991年，樂園篇）、張宇（1994年，鹽田篇）、何潤東（1998年，搶新聞篇）、優客李林（1992年，公車篇、車棚篇）、五月天（2008年，尬聲音篇、尬技巧篇）都在這些黑松沙士電視廣告裡面嶄露頭角過。張雨生版黑松沙士廣告曲為〈我的未來不是夢〉，東方快車版黑松沙士廣告曲為〈紅紅青春敲呀敲〉、〈就讓世界多一顆心〉、〈將你的靈魂接在我的線路上〉，五月天版黑松沙士廣告曲為〈笑忘歌〉等。
2012年，黑松沙士與景美女中拔河隊合作拍攝紀錄片《夢想離我4公尺》，同年啟用廣告slogan「不放手，直到夢想到手」獲廣大消費者共鳴。
2013年，黑松沙士邀請日本職棒北海道日本火腿鬥士隊知名球星陽岱鋼代言，並推出2013年度廣告「鬥士篇」、「超越篇」、「噓聲掌聲篇」、「冷凳變熱篇」。
2014年，黑松沙士第二度與陽岱鋼合作，推出2014年度廣告「榮耀篇」。
2015年5月，慶祝黑松公司創業90週年，黑松沙士邀請台灣知名電音歌手謝金燕代言，推出2015年度廣告「水舞篇」。
2017年4月，黑松沙士減糖產品「黑松沙士清爽der」換新包裝，並邀請台灣知名歌手魏如萱代言，在廣告中演唱〈買你清爽der〉。
2020年4月，慶祝黑松沙士問世發明上市70週年紀念，黑松沙士邀請樂團茄子蛋代言，在廣告中演唱70週年主題曲〈我的未來不是夢〉。

## 歷年代言人
2015年，謝金燕
2017年，吳慷仁
2018年，盧廣仲
2020年，茄子蛋
2021年，告五人

## 外部連結
- 黑松沙士
- 黑松沙士的Facebook專頁